# Bryn Coudraye
Bryn Coudraye (ur. 11 lipca 1986 w Murray Bridge) – australijski wioślarz.

## Osiągnięcia
- Mistrzostwa Świata U-23 – Glasgow 2007 – czwórka bez sternika – 6. miejsce[1].
- Mistrzostwa Świata – Poznań 2009 – ósemka – 7. miejsce[1].